# دهستان وکیل‌آباد
دهستان وکیل‌آباد، یکی از دهستان‌های بخش مرکزی شهرستان ارزوئیه در استان کرمان ایران است. مرکز این دهستان، روستای وکیل‌آباد است.

## جمعیت
بر پایه سرشماری عمومی نفوس و مسکن در سال ۱۳۹۵، جمعیت دهستان وکیل‌آباد برابر با ۵٬۸۳۱ نفر بوده‌است.